# Distretto di Sajhan (Bulgan)
Il distretto di Sajhan è uno dei sedici distretti (sum) in cui è suddivisa la provincia di Bulgan, in Mongolia. Conta una popolazione di 3.747 abitanti (censimento 2009). 